# Alekszandr Fjodorovics Mozsajszkij
Alekszandr Fjodorovics Mozsajszkij (oroszul: Александр Фёдорович Можайский) (Kotka, 1825. március 21. – Szentpétervár, 1890. április 1.) orosz ellentengernagy a repülés egyik úttörője.

## Életrajza
Alekszandr Fjodorovics Mozsajszkij nagy tengerész hagyományokkal rendelkező orosz nemesi család sarja. Apja Fjodor Tyimofejevics Mozsajszkij szintén az orosz flotta tengernagya.
Mozsajszkij 16 évesen lépett a tengerészet kötelékébe és végig haladva a ranglétrán 1881-ben érte el az ellentengernagyi rangfokozatot. Tengerészeti szolgálata idején elsősorban a Balti-tengeren szolgált, de megfordult a világ összes tengerén.
Részt vett az Aral-tó és az Amu-darja vízgyűjtő területének feltérképezésére indított expedíciókban. Ezeknek az expedícióknak a speciális járművek iránti igénye keltette fel érdeklődését közlekedési eszközök tervezése iránt.

## Mozsajszkij repülőgépe
1876-ban kezdte el kutatásait a levegőnél nehezebb repülő szerkezet létrehozására. 1879-ben mint első osztályú kapitány a tengerészeti kadetiskola oktatója lesz. Ez lehetővé teszi, hogy Oroszország legkiemelkedőbb tudósaival konzultálhasson elképzeléseinek megvalósításával kapcsolatosan. 
A Mozsajszkij által tervezett repülőgép kipróbálására 1882. július 20-án került sor. A bemutatón részt vettek az orosz hadsereg és az orosz mérnöki társaság képviselői.
A repülőgépet egy 10 lóerős gőzgép hozta mozgásba. Miután az elérte a szükséges sebességet, a levegőbe emelkedett, és egy rövid, 20–30 méteres szökkenést hajthatott végre. Földetéréskor az egyik szárnya összetört.
A gép pontos tervrajzai nem maradtak fenn. Csupán a bemutató alkalmával készült vázlatok és szöveges leírás.